# The William Blakes
The William Blakes er et dansk band.
The William Blakes udsendte i 2008 deres anmelderroste debutalbum Wayne Coyne (opkaldt efter The Flaming Lips-forsangeren, red.), som kastede singler som "Secrets Of The State" og "Science Is Religion" af sig.
Alle gruppens plader er  indspillet i gruppens eget studie i Sverige og udkommer på The William Blakes’ eget label, Speed of Sound. Dear Unknown Friend udkom d. 23. februar 2009 og d. 13. september 2010 udkom bandets tredje plade The Way Of The Warrior, hvis første single "Caves And Light" var P3s Uundgåelige i juli 2010. Albummet Music Wants To Be Free udkom allerede i februar 2011 og første single The Light (Plane To Spain) blev ligeledes P3s Uundgåelige.
Bandet har siden det første album fået et nyt medlem, Bo Rande, som tidligere har været en af drivkræfterne bag Blue Foundation og indspillet plader med bl.a. Mew og Efterklang.
The Willam Blakes består udover Bo Rande af Kristian Leth og Fridolin og Frederik Nordsø. Leth og Nordsø har også gang hver deres soloprojekter, og både Fridolin og Frederik har desuden produceret for flere danske og udenlandske kunstnere.
Bandet blev i 2011 tildelt Kronprinsparrets Stjernedryspris. Samme år blev de udnævnt til Årets Gruppe og fik prisen for Årets Rockalbum ved Danish Music Awards.

## Udgivelser
- Wayne Coyne, album Speed of Sound, 2008
- Dear Unknown Friend, album, Speed of Sound, 2009
- The Way Of The Warrior, album, Speed of Sound, 2010
- Music Wants To Be Free, album, Speed of Sound, 2011
- An Age Of Wolves, album, Speed of Sound, 2013
- Purple Ball, album, Warner Music Denmark, 2014
- 1991, album, Speed og Sound, 2019
- Europa, album,Speed of Sound,2019
- Islands of violence, 2021